# 立川南駅

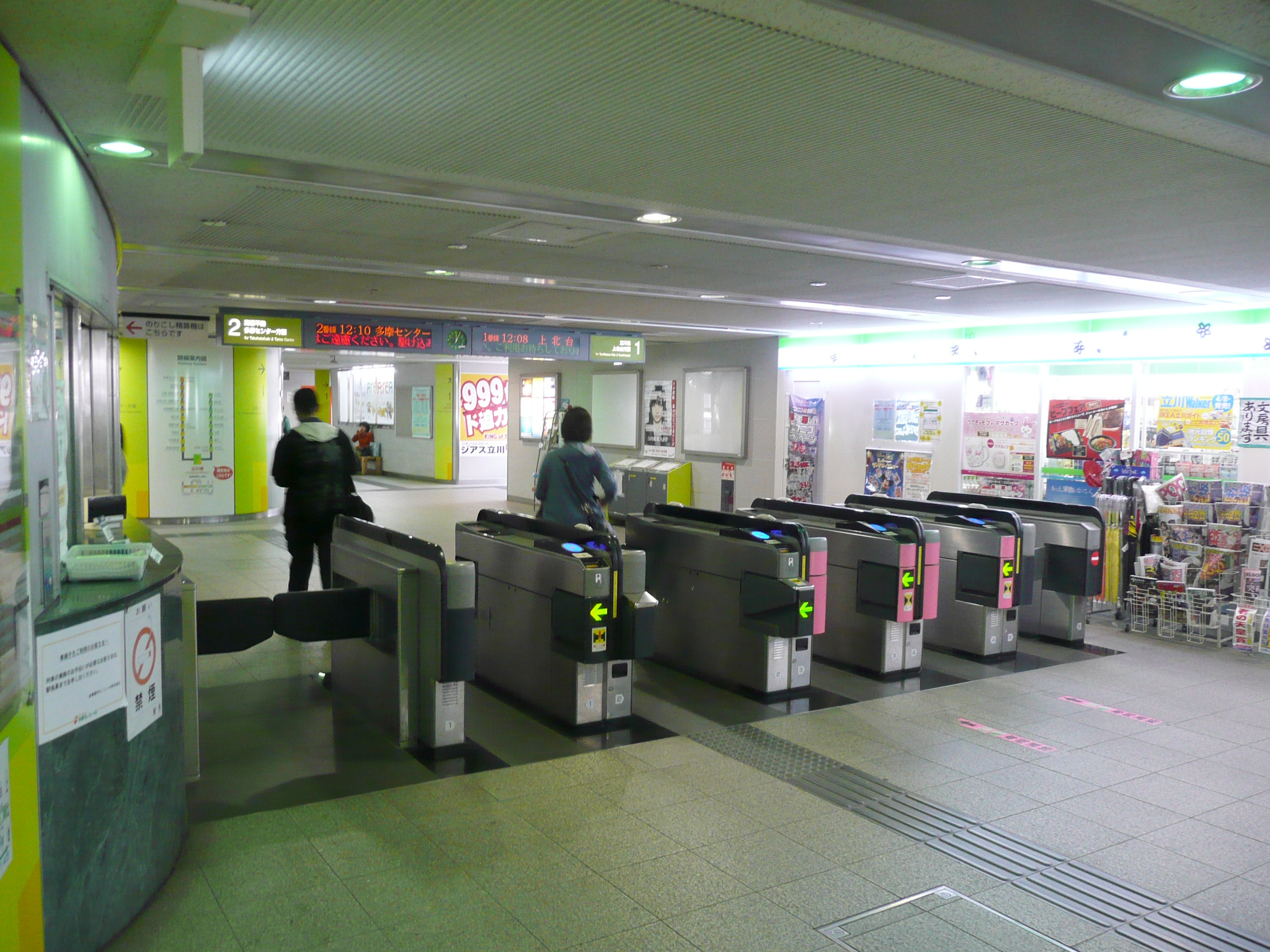
改札口（2014年4月）

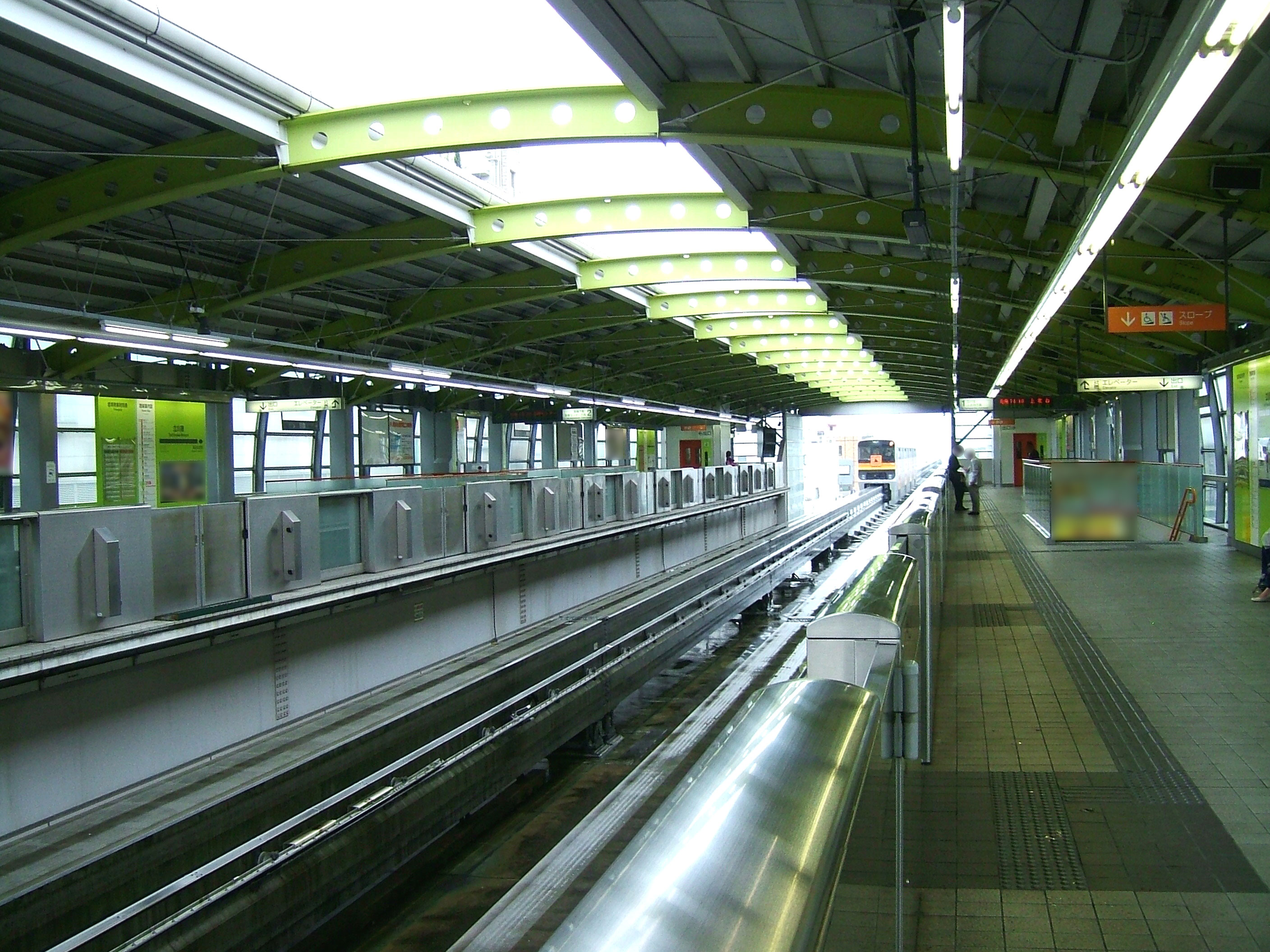
ホーム（2008年10月）

立川南駅（たちかわみなみえき）は、東京都立川市柴崎町三丁目にある多摩都市モノレール線の駅。駅番号はTT11。JR立川駅の南側に位置する。立川駅の北側に位置する立川北駅とは400メートルしか離れておらず、運賃計算上は同一駅として扱われている。ただし、立川北駅 - 当駅のみの利用は特別割引区間運賃である102円が徴収される。

## 歴史
- 2000年（平成12年）1月10日：立川北 - 多摩センター間開業に伴い、当駅が開業。
- 2020年（令和2年）12月4日：駅舎修繕工事中に高さ約5メートルの位置から作業員1名が落下し、全身打撲及び大腿骨の骨折等の重症の事故が起きた[3]。

## 駅構造
対向式2面2線の高架駅である。東京都道149号立川日野線上にあり、JRの立川駅とはデッキで結ばれている。なお、当駅から立川駅との間には屋根がないため、雨の日の乗り換えは屋根が整備されている立川北駅を利用するのが便利である。

### のりば
| 番線 | 路線                 | 行先             |
| ---- | -------------------- | ---------------- |
| 1    | 多摩都市モノレール線 | 上北台方面       |
| 2    | 多摩都市モノレール線 | 多摩センター方面 |

## 利用状況
2020年度の1日平均乗降人員は22,685人である。 多摩都市モノレールの駅では立川北駅に次いで第2位である。
開業以来の1日平均乗降・乗車人員推移は下記の通り。
| 年度               | 1日平均 乗降人員 | 1日平均 乗車人員 | 出典              |
| ------------------ | ---------------- | ---------------- | ----------------- |
| 1999年（平成11年） | 15,472           | 7,544            | [ 東京都統計 1 ]  |
| 2000年（平成12年） | 18,124           | 8,940            | [ 東京都統計 2 ]  |
| 2001年（平成13年） | 19,391           | 9,650            | [ 東京都統計 3 ]  |
| 2002年（平成14年） | 20,808           | 10,331           | [ 東京都統計 4 ]  |
| 2003年（平成15年） | 21,708           | 10,737           | [ 東京都統計 5 ]  |
| 2004年（平成16年） | 22,660           | 11,183           | [ 東京都統計 6 ]  |
| 2005年（平成17年） | 23,982           | 11,902           | [ 東京都統計 7 ]  |
| 2006年（平成18年） | 25,051           | 12,492           | [ 東京都統計 8 ]  |
| 2007年（平成19年） | 27,001           | 13,405           | [ 東京都統計 9 ]  |
| 2008年（平成20年） | 28,268           | 14,122           | [ 東京都統計 10 ] |
| 2009年（平成21年） | 28,643           | 14,356           | [ 東京都統計 11 ] |
| 2010年（平成22年） | 28,880           | 14,449           | [ 東京都統計 12 ] |
| 2011年（平成23年） | 28,318           | 14,189           | [ 東京都統計 13 ] |
| 2012年（平成24年） | 29,332           | 14,717           | [ 東京都統計 14 ] |
| 2013年（平成25年） | 30,035           | 15,056           | [ 東京都統計 15 ] |
| 2014年（平成26年） | 30,506           | 15,303           | [ 東京都統計 16 ] |
| 2015年（平成27年） | 32,113           | 16,152           | [ 東京都統計 17 ] |
| 2016年（平成28年） | 32,132           | 16,107           | [ 東京都統計 18 ] |
| 2017年（平成29年） | 31,807           | 15,884           | [ 東京都統計 19 ] |
| 2018年（平成30年） | 32,060           | 15,975           | [ 東京都統計 20 ] |
| 2019年（令和元年） | 32,366           | 16,115           | [ 東京都統計 21 ] |
| 2020年（令和02年） | 22,685           | 11,353           |                   |

備考
1. ↑  2000年1月10日、多摩モノレール開業。

## 駅周辺
- JR東日本：立川駅
- グランデュオ（立川駅ビル）
- アレアレア
- 東京都立多摩文化会館
- 東京都立多摩図書館
- 大原簿記公務員医療福祉保育専門学校立川校 南口校舎
- 第一学院高等学校 立川校
- ラーメンスクエア

## 隣の駅
多摩都市モノレール
 多摩都市モノレール線
立川北駅 (TT12) - 立川南駅 (TT11) - 柴崎体育館駅 (TT10)